# Silke Dammerer
Silke Dammerer (* 22. Dezember 1981 in Steyr) ist eine österreichische Politikerin (ÖVP) und Bäuerin.

## Leben
Dammerer wuchs in Steyr auf und maturierte an der Tourismusschule in Bad Leonfelden. Gemeinsam mit ihrem Mann Josef betreibt sie einen Hof in Ybbs an der Donau. Zudem war sie nebenberuflich als Ausbildnerin in einem Bankinstitut tätig.
Politisch ist sie als Gemeinderätin in ihrer Wohngemeinde sowie im Bauernbund aktiv. Bei der Niederösterreichischen Landtagswahl 2023 erhielt sie 4.177 Vorzugsstimmen, setzte sich damit gegen ihren parteiinternen Konkurrenten Patrick Strobl durch und zog in den Landtag ein.
Dammerer wurde medial als „Wut-Bäuerin“ bezeichnet. So kritisierte sie 2016 die Verwendung von uruguayischem Rindfleisch beim Abschiedsessen der österreichischen Nationalmannschaft vor der Fußball-Europameisterschaft. Durch eine ATV-Sendung sah sie 2020 den Bauernstand verunglimpft. Im Jahr 2022 kritisierte sie den „Genderwahn“, den sie in der Verwendung des Begriffs „Landwirtschaftliche Beschäftigte“ (statt Landwirtinnen und Landwirte) in einer Broschüre der Kärntner Landesregierung erkannte.
Nach dem Ausscheiden von Doris Berger-Grabner aus dem Bundesrat nach der Landtagswahl 2023 übernahm Dammerer deren Aufgaben als geschäftsführende Landesleiterin von Wir Niederösterreichinnen, der niederösterreichischen Landesorganisation der ÖVP Frauen. Im März 2024 wurde sie zur Landesobfrau gewählt.